# Спирин, Иван Лаврентьевич
Иван Лаврентьевич Спирин (1872 — ?)  — политический и религиозный  деятель, член Государственной думы Российской империи III созыва от Московской губернии, старообрядец.

## Биография
Родился в крестьянской семье в деревне  Нареево Беззубовской волости Богородского уезда Московской губернии. Домашнее образование получил под руководством архиепископа Савватия, епископа Арсения (Швецова) и Перетрухина. Состоял членом союза старообрядческих начётчиков и членом Егорьевского старообрядческого братства. Занимался хлебной и бакалейной торговлей, имел кустарное производство по изготовлению ручной ткани. Общий годовой доход — 700 рублей. Владелец библиотеки духовно-религиозных полемических книг.
14 октября 1907 избран в Государственную думу III созыва от съезда уполномоченных от волостей Московской губернии. На тот момент проживал в деревне Остров Богородского уезда. Спирин вошёл во фракцию «Союза 17 октября». Член комиссии по вероисповедным вопросам и комиссии по старообрядческим делам, последняя внесла принципиальные поправки в правительственный законопроект о старообрядцах, из них три основные: о свободе религиозной проповеди для старообрядцев, о признании старообрядческих духовных лиц священнослужителями и о явочном порядке регистрации общин. В 1909 году участвовал в депутации первого всероссийского старообрядческого собора к П. А. Столыпину в поддержку поправок, внесённых Думой в закон о старообрядцах. Спирин поставил свою подпись под законопроектами «О наделении безземельных и малоземельных крестьян землей», «О введении земства в Сибири» и «Об учреждении землеустроительных комиссий в степных областях». Выступал по вопросу о церковных школах.
Сведения о дальнейшей судьбе и дате смерти до сих пор не опубликованы.

## Cемья
- Жена — Любовь Яковлевна, урождённая Костина (г. р.?)[источник не указан 2778 дней]
  - Сын — Еремей (1901—1944)[источник не указан 2778 дней]
  - Сын — Ермий (1903—?)[источник не указан 2778 дней]
  - Дочь — Александра (г. р.?)[источник не указан 2778 дней]
  - Дочь — Зоя (1914—1998)[источник не указан 2778 дней]

## Сочинения
- Спирин И. Л. Отчет о деятельности Государственной Думы третьего созыва. И. Л. Спирина. СПб, 1912. 30 с.

### Архивы
- Российский государственный исторический архив. Фонд 1278. Опись 9. Дело 746.